# Mesamphisopus depressus
Mesamphisopus depressus là một loài chân đều trong họ Mesamphisopidae. Loài này được Barnard miêu tả khoa học năm 1927.